# Banda (araldica)

Banda

Banda è un termine utilizzato in araldica per indicare una pezza onorevole costituita da una striscia, della larghezza normale di due moduli (2/7 della larghezza dello scudo) che scende, dalla destra alla sinistra, diagonalmente.

Non deve essere confusa con la sbarra, che discende diagonalmente dalla sinistra alla destra.

## Proporzioni
- Nell'araldica italiana è larga usualmente, nonostante quanto sostenuto dal Manno nella definizione di apertura[2], un terzo dell'ampiezza dello scudo[3];
- Nell'araldica francese è larga 2 moduli (2/7 della larghezza dello scudo).

L'origine può essere fatta risalire al balteo, cintura di cuoio portata a tracolla dalla spalla destra al fianco sinistro ed alla quale era abitualmente sospeso lo scudo o, più raramente, la spada. 

## Riduzioni della banda
- a metà: cotissa o banda in divisa
- a un terzo: bastone
- a un quinto: filetto.

Banda in divisa
Bastone
Filetto

## Partizioni, ripartizioni e altre modificazioni
La banda, come tutte le altre pezze araldiche, può essere sottoposta a partizioni, ripartizioni e tutte le altre modificazioni che possono essere apportate al campo intero dello scudo. Si possono quindi trovare bande scaccate, bordate, losangate, partite, troncate, tagliate, trinciate , etc. È anche possibile trovare le modificazioni tipiche delle pezze, per cui si hanno bande ondate, nebulose, alzate, abbassate e così via.

D'argento, alla banda di rosso
D'oro, alla banda di rosso
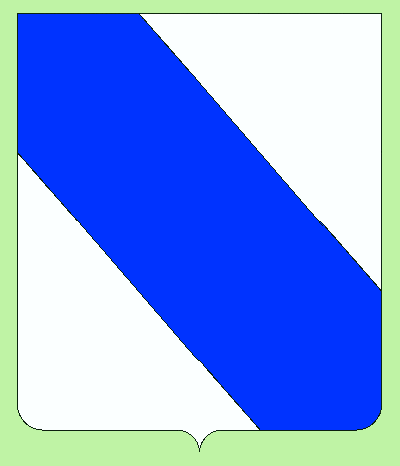
D'argento, alla banda d'azzurro
Banda scaccata di rosso e d'argento nello stemma di Les Tavernes (Svizzera)
D'oro, alla banda scaccata di nero e di rosso
Di rosso, alla banda partita d'oro e di verde
D'oro, alla banda partita d'argento e di rosso
Di rosso, alla banda losangata d'oro e di verde
Di rosso, alla banda trinciata d'oro e di verde
Di rosso, alla banda tagliata di verde e d'oro
Banda scaccata (famiglia Adorna)
Banda d'oro (stemma di Andora)
Banda di rosso (stemma della famiglia degli Abadinchi)
Banda di rosso (stemma della famiglia degli Abadinghi)
Nel primo quarto: banda di nero; nel quarto: banda d'argento (stemma di Torgnon)
Nel primo e nel quarto: banda di nero (stemma di Verrès)
Banda di nero (stemma di Challand-Saint-Victor)